# 大港区 (天津市)

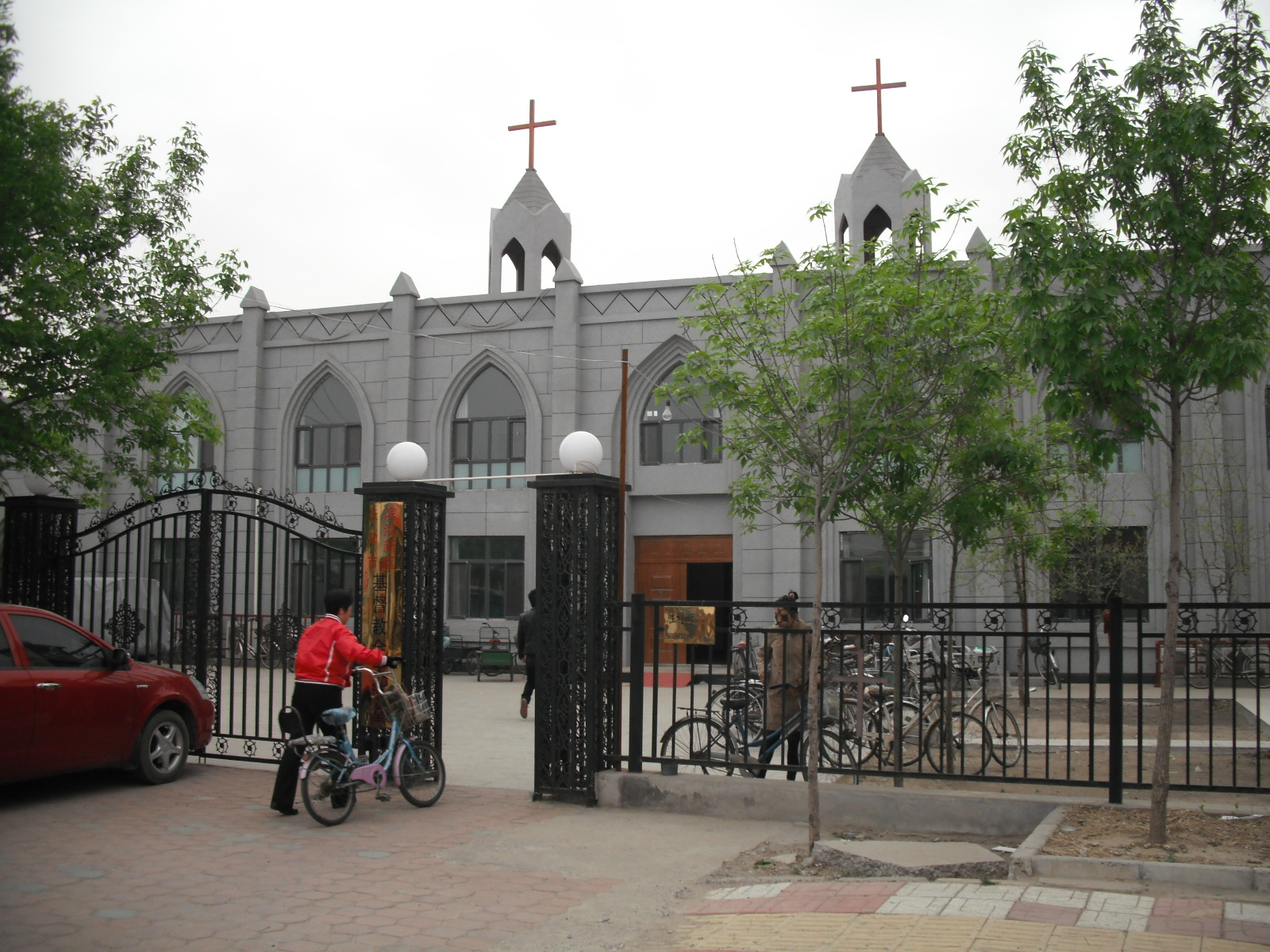
キリスト教大港教会

大港区（だいこうく）は中華人民共和国天津市にかつて設置された市轄区。

## 歴史
1963年に設置された北大港区を前身とする。1969年に南郊区に統合されたが、1979年に大港区として再設置された。2009年10月21日、塘沽区、漢沽区、大港区の三市轄区は合併し、新たに副省級区である浜海新区が設置された。

## 行政区画
廃止直前の下部行政区画は下記の通り。
- 迎賓街道
- 勝利街道
- 古林街道
- 海浜街道
- 港西街道
- 太平鎮
- 小王荘鎮
- 中塘鎮